# Децибел
Децибѐл  (означение dB) е една десета част от бел (bel), логаритмична безразмерна величина за измерване отношението на физични величини, най-често мощност и интензивност. По принцип могат да се измерват всички видове величини: Hz->dBHz, °C->dB°C и т.н. Тоест, това е величина, сродна на „пъти“ и проценти. С известно изменение и допълнение на дефиницията – дефиниране на нивото „0 dB“ – в децибели може да се мери мощност, напрежение, нива на звук и електромагнитен сигнал. Децибелът се използва предимно в електрониката и акустиката. Наречен е в чест на Александър Бел, изобретателят на телефона.

## Дефиниция
Оригиналната дефиниция на децибел е:
децибели  = {\displaystyle 10\log _{10}{P_{2} \over P_{1}}}
Примери:
Нека мощността P2 е 2 пъти по-голяма от мощността P1, тогава
10 log10(P2/P1) = 10 log10 2 ≈ 3 dB,
т.е. изменение на мощността с 3 dB означава увеличаването ѝ 2 пъти. Ако обаче мощността P2 е наполовина от мощността P1, тогава получаваме -3 dB.
Аналогично, ако изменението на мощността е 10 пъти:
10 log10(P2/P1) = 10 log10 10 = 10 dB,
а за 1000 пъти:
10 log10(P2/P1) = 10 log10 1000 = 30 dB,
а за 8000 пъти:
10 log10(P2/P1) = 10 log10 8000 = 10 log10 1000 + 10 log10 8 = 30 dB + 9 dB = 39 dB,

### Затихване и усилване
Видяхме, че ако мощността е двойна спрямо базовата, децибелите са 3. Това може да се произнесе като „ниво +3 децибела“ или „усилване 3 децибела“. Когато мощността е наполовина, имаме -3 dB. Това респективно може да се произнесе като „ниво -3 децибела“ или „затихване 3 децибела“. Тоест, думата „затихване“ означава отрицателни децибели.
От физическа гледна точка е важно да се спомене, че когато говорим за усилване (почти) винаги разбираме внасянето на допълнителна енергия – т.е. допълнителен източник на енергия, а при затихване – отделяне на енергия т.е. топлина (в частност (недопустимо) прегряване)!

## Практическо приложение
В радиоелектрониката много често се използва единицата децибел – при сравняване на напрежения, токове, мощности, звуков интензитет и др. Например в децибели се изразяват коефициентите на усилване, звуковият интензитет, шумовете и др., като във всички случаи се сравнява колко пъти една величина е по-голяма от друга (децибел по определение е логаритмична единица за отношение на едноименни величини). Тъй като децибелите са логаритмична мярка, те по-точно изразяват особеностите на слуха при възприемането на звукове.
Понеже децибелът не е абсолютна величина, а е мярка за отношение, то се правят някои допълнителни договорки, за да не става объркване. При всички случаи, ако се каже „усилване с 5 dB или затихване (на сигнала) с 15 dB“, е ясно за какво става въпрос, защото се говори за отношение. В този ред на мисли, дименсията dB е безразмерна величина!

### Условни означения
Понастоящем dB без допълнителен индекс се използва в акустиката като единица за ниво на звуковото налягане.
За други величини след dB се добавя буква, уточняваща условията на измерване. Тази буква се отнася най-вече до базовата стойност, служеща за 0 dB. В противен случай тълкуванието е нееднозначно.

### Ниво при нула dB
Нарича се също и опорно, прагово или нулево ниво.
Децибелите са мярка за отношение, затова те не се мерят непосредствено, а се изчисляват. Затова е важно коя е началната стойност, спрямо която сравняваме – нивото при 0 dB. Примери;
- dBW – за 0 dB е приета мощност 1 W
- dBm – за 0 dB е приета мощност 1 mW
- dBU – за 0 dB е прието напрежение 0,775 V
- dBI – за 0 dB е приет ток 1,29 mA
- dBi – за 0 dB е прието усилването на изотропния излъчвател, съответната антена се сравнява с него.
- dBc – за 0 dB е приета мощността на основния сигнал. В dBc се мери мощността на хармоничните (целочислено кратните) на този основен сигнал.

В акустиката за 0 dB се приема границата на чуваемост на човешкия слух, или 10-12 W/m2 за честота 1 kHz. Един децибел е минимално различимата разлика в силата на звука. Изразяването силата на звука в децибели, а не в W/m2 е по-нагледно, защото ухото възприема разликите в силата на звука като логаритмични.